# Procalypta victorina
Procalypta victorina är en fjärilsart som beskrevs av Druce 1884. Procalypta victorina ingår i släktet Procalypta och familjen björnspinnare. Inga underarter finns listade i Catalogue of Life.